# Беніфайро-де-ла-Вальдігна
Беніфайро-де-ла-Вальдігна (валенс. Benifairó de la Valldigna, ісп. Benifairó de la Valldigna) — муніципалітет в Іспанії, у складі автономної спільноти Валенсія, у провінції Валенсія. Населення — 1679 осіб (2010).

## Географія
Муніципалітет розташований на відстані близько 330 км на південний схід від Мадрида, 47 км на південь від Валенсії.

## Демографія
Динаміка населення (INE ):

## Галерея зображень

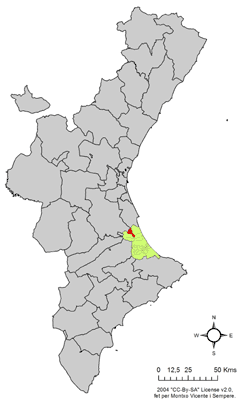
Розташування муніципалітету Беніфайро-де-ла-Вальдігна у автономній спільноті Валенсія
Розташування муніципалітету Беніфайро-де-ла-Вальдігна у комарці Сафор
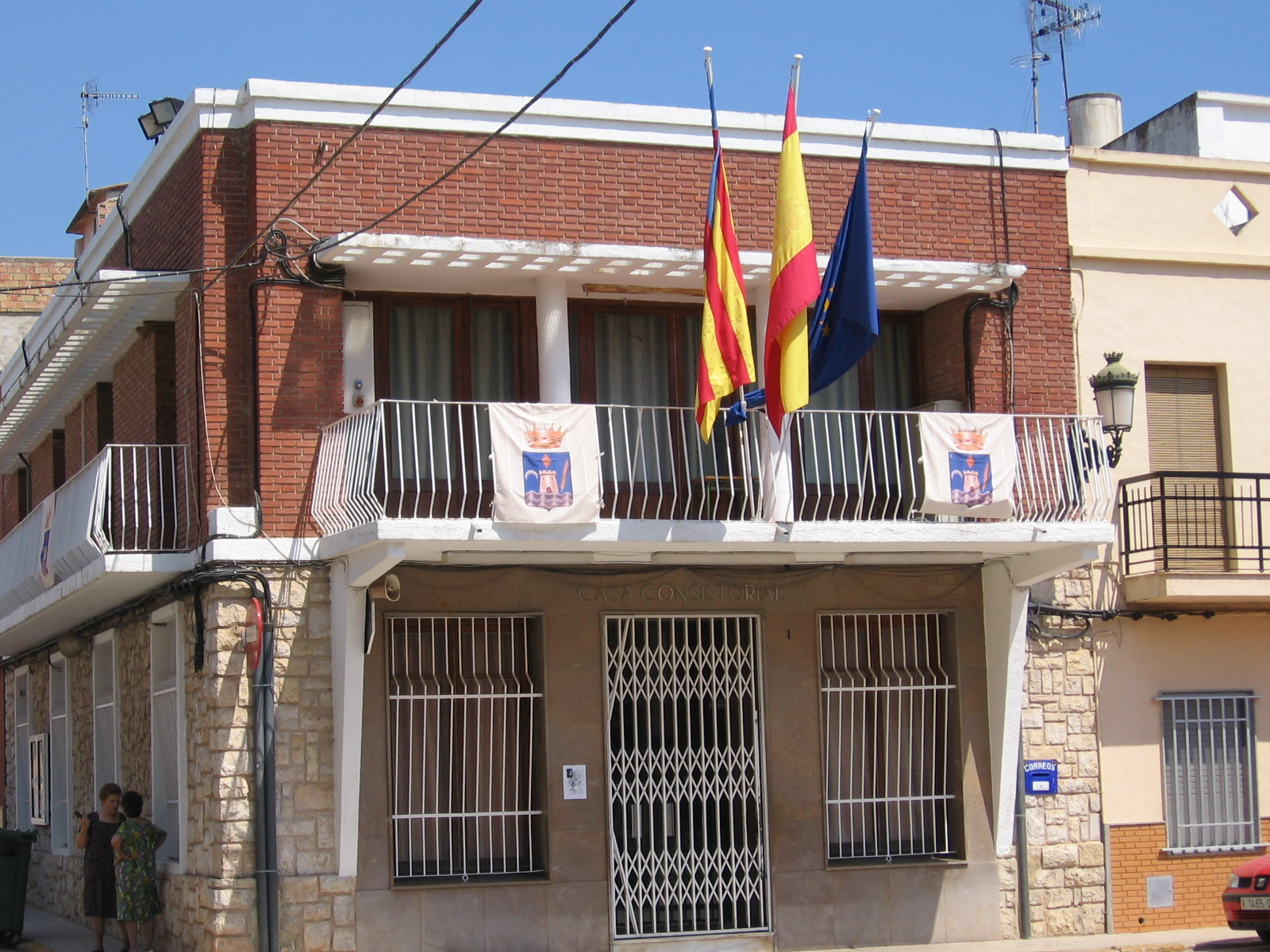
Муніципальна рада